# Аркаєвка
Арка́євка (рос. Аркаевка) — присілок у складі Абдулинського міського округу Оренбурзької області, Росія.

## Населення
Населення — 55 осіб (2010; 70 у 2002).
Національний склад (станом на 2002 рік):
- росіяни — 84 %